# سفارة البحرين لدى العراق
سفارة البحرين لدى العراق هي البعثة الدبلوماسية لمملكة البحرين لدى جمهورية العراق، وتقع بالعاصمة بغداد.